# Cerro de los Siete Colores
O Cerro de los Siete Colores é um dos morros que cercam a Quebrada de Purmamarca, na província de Jujuy, Argentina.
Sua exclusiva gama de cores é o resultado de uma complexa história geológica, que inclui sedimentos marinhos, lacustres e fluviais elevados por movimentos tectônicos.
A vila de Purmamarca encontra-se aos pés do Cerro, e ambos formam um dos cartões postais mais reconhecidos do noroeste da Argentina e de todo o país.

## Galeria

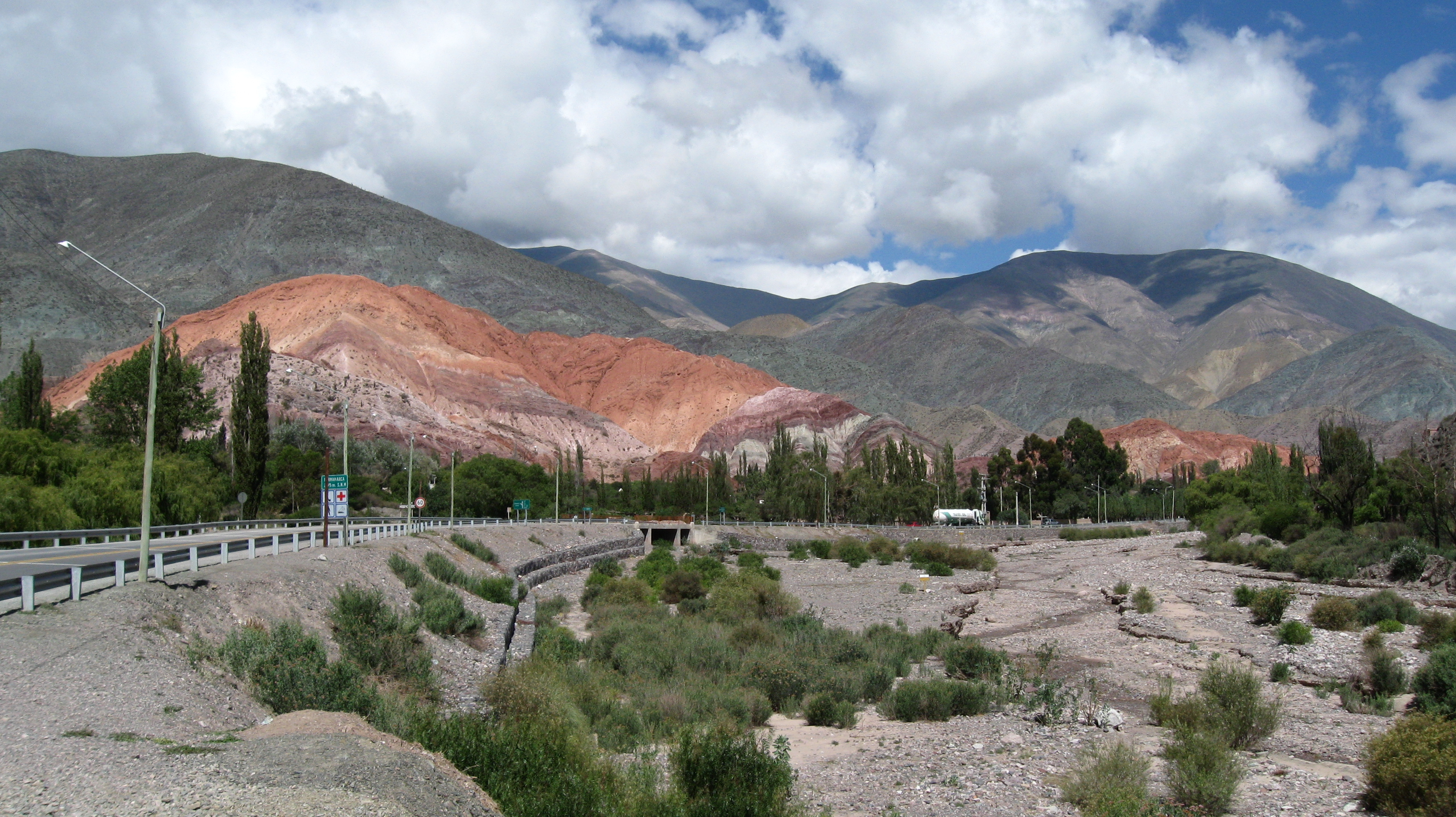
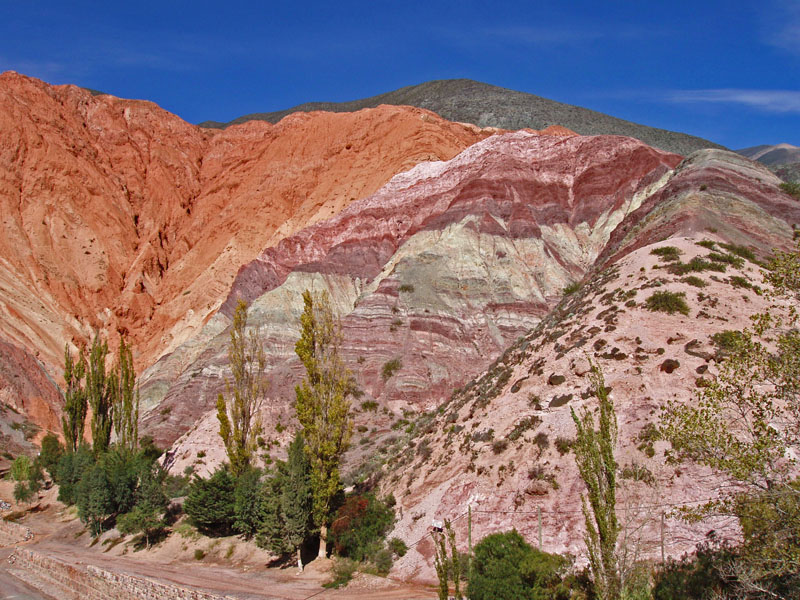